# 盘江乡 (建水县)
盘江乡，是中华人民共和国云南省红河哈尼族彝族自治州建水县下辖的一个乡镇级行政单位。

## 行政区划
盘江乡下辖以下地区：
盘江村、苏租村、欧家庄村、普家境村、新安村、辽远村、下白德村和新平村。